# Andrew Noble
Sir Andrew Noble KCB FRS (Greenock, 13 de setembro de 1831 — 22 de outubro de 1915) foi um físico escocês notável pelo seu trabalho em balística.